# Фридрих Кристиан (Саксония)
Фридрих Кристиан Леополд Йохан Георг Франц Ксавер (на немски: Friedrich Christian Leopold Johann Georg Franz Xaver von Sachsen, * 5 септември 1722 в Дрезден, † 17 декември 1763 в Дрезден) от линията Албертини на род Ветини е кралски принц на Полша и от 5 сепрември 1763 г. до смъртта си курфюрст на Саксония.
Той е третият син на саксонския курфюрст Фридрих Август II (1696 – 1763), крал на Полша и велик княз на Литва и съпругата му Мария Йозефа (1699 – 1757), родена ерцхерцогиня на Австрия от род Хабсбург, най-възрастната дъщеря на император Йозеф I и Вилхелмина Амалия, дъщеря на княз Йохан Фридрих от Брауншвайг-Каленберг.
За неговия 11 рожден ден Йохан Себастиан Бах компонира кантатата „Herkules am Scheidewege“. По рождение той е слабо дете и страда от неличима парализа на краката.
По-големите му два братя Фридрих Август и Йозеф Август умират рано. Баща му умира на 5 октомври 1763 г. и Фридрих Кристиан го последва като курфюрст на Саксония.
Фридрих Кристиан умира от шарка след 74 дена успешно управление на 17 декември 1763 г. и е погребан в дворцовата църква в Дрезден. Той е наследен от малолетния му син Фридрих Август, под регентството на съпругата му Мария Антония и по-малкия му брат Франц Ксавер.

## Фамилия
Фридрих Кристиан се жени на 20 юни 1747 г. в Дрезден за първата си братовчедка Мария Антония Баварска (* 18 юли 1724 в Мюнхен, † 23 април 1780 в Дрезден) от род Вителсбахи, дъщеря на император Карл VII и съпругата му Мария-Амалия Хабсбург-Австрийска. С нея той има децата:
- син (*/† 9 юни 1748 в Дрезден, умира след раждането му)
- Фридрих Август III/I (1750 – 1827), курфюрст и по-късно крал на Саксония, избран крал на Полша и херцог на Варшава

∞ 1769 г.Амалия фон Пфалц-Цвайбрюкен-Биркенфелд-Бишвайлер (1752 – 1828), дъщеря на пфалцграф Фридрих-Михаел фон Пфалц-Цвайбрюкен
- Карл (1752 – 1781), принц на Саксония
- Йозеф (1754 – 1763), принц на Саксония
- Антон (1755 – 1836), крал на Саксония
- Мария Амали (1757 – 1831)

∞ Карл II Аугуст (1746 – 1795), херцог на Пфалц-Цвайбрюкен
- Максимилиан (1759 – 1838), наследствен принц на Саксония

1. ∞ 1792 г. Каролина от Бурбон-Парма (1770 – 1804), принцеса от Бурбон-Парма, дъщеря на херцог Фердинанд I Пармски и Мария Амалия, дъщеря на Мария Терезия
2. ∞ 1825 г. Мария Луиза от Бурбон-Парма (1802 – 1857), принцеса от Бурбон-Парма, дъщеря на крал Лудвиг I от Етрурия и инфантата Мария-Луиза Испанска

- Тереза Мария (1761 – 1820), принцеса от Саксония
- син (*/† 1762, роден мъртъв)